# Nokia N70

Nokia N70 este creat de compania finlandeză Nokia. Este bazat pe platforma S60 cu sistemul de operare Symbian 8.1a.
Procesorul este TI OMAP 1710 tactat la 220 MHz Și 32 MB RAM.

## Design
Are forma familiară cu design candybar are dimensiunea de 108.8 x 53 x24 mm și o greutate totală de 126 g.

## Multimedia
Camera foto este de 2 megapixeli cu bliț LED și zoom digital de 20x. Camera frontală este VGA cu zoom digital de 2x care poate fi folosită pentru apeluri video și auto portrete.  Are radio FM încorporat și aplicația Visual Radio. 
Nokia N70 suportă formatele MP3, AAC, Real Audio, WAV, AMR, AMR-WB, AMR-NB, AU, MIDI, H.263, JPEG, JPEG2000, EXIF 2.2, GIF 87/89, PNG, BMP (W-BMP), MBM, MPEG-4 și eAAC+.

## Conectivitate
Nokia N70 suportă 3G, GPRS, EDGE, HSCSD și CSD și Bluetooth 2.0. Sincronizarea cu PC-ul se realizează cu conectorul Pop-Port celălat capăt fiind USB 2.0.
Browser-ul suportă WAP 2.0/xHTML și HTML. Oferă posibilitatea de a imprima direct la o imprimantă Bluetooth.

## Caracteristici
- Ecran TFT de 2.1 inchi cu suport până la 262.144 de culori
- Procesor TI OMAP 1710 tactat la 220 MHz
- Camera de 2 megapixeli cu bliț LED și cu rezoluția de 1600 x 1200 de pixeli
- GPRS, EDGE
- Sistem de operare Symbian OS v8.1a S60 UI
- Bluetooth 2.0
- Pop-Port
- Radio FM Stereo și aplicația Visual Radio
- Slot RS-DV-MMC